# Nick Mancuso
Nicodemo Antonio Massimo "Nick" , född 29 maj 1948, är en italienskfödd kanadensisk skådespelare.
Mancuso flyttade till Kanada 1956 och är bland annat känd för att ha spelat Antikrist i en rad kristna filmer om tidens slut.

## Filmer (i urval)
- 1980 – Spökskeppet
- 1981 – Biljett till himlen
- 1982 – Hett guld
- 1982 – Indiankvinnans hämnd
- 1984 – Heartbreakers
- 1992 – Under belägring
- 1992 – Rapid Fire
- 1993 – Wild Palms
- 1995 – Under belägring 2
- 1997 – The Ex
- 1998 – Ett vakande öga
- 1999 – A Breed Apart
- 1999 – Revelation
- 2000 – Tribulation
- 2001 – Judgment
- 2001 – Hemlig pakt
- 2005 – Today You Die
- 2005 – In the Mix
- 2008 – Contract Killers
- 2009 – Rise of the Gargoyles

## TV
- 1985–1987 – Stingray (TV-serie)